# Gieorgij Makasaraszwili
Gieorgij Iwanowicz Makasaraszwili (ros. Георгий Иванович Макасарашвили; ur. 24 maja 1958) – radziecki zapaśnik startujący w stylu wolnym.
Brązowy medalista mistrzostw Europy w 1980 i 1983. Trzeci w Pucharze Świata w 1981. Wygrał uniwersjadę w 1981. Wicemistrz świata juniorów w 1977, mistrz Europy w 1976 roku.
Trzeci na mistrzostwach ZSRR w 1980, 1981 i 1982 roku.